# 竹野內豐
竹野內豐（日语：／ Takenouchi Yutaka，1971年1月2日—），日本男演員，東京都調布市出生。2021年年底，離開待了26年的研音經紀公司自立門戶。

## 經歷
竹野內豐以當模特兒作跳板踏入藝能界，最初目標為演員。1994年，初次參演電視連續劇《初出茅廬》，為其戲劇出道作。1995年，演出日劇《白色之戀
》漸露鋒芒，人氣可與當時的男主角大澤隆夫分庭抗禮，並初次受到矚目；翌年，參與話題日劇《悠長假期》，成功提升知名度。1997年，竹野內豐與反町隆史共演連續劇《海灘男孩》，此劇成績亮眼，竹野內豐躍升為一線男演員。
2003年，以《熱血校園》劇中流氓出身的熱血教師一角開拓新境地，開始嘗試許多硬漢角色並受到好評。
2009年，與天海祐希共演，在《BOSS》中成功詮釋輕浮的菁英警察，讓人見識到不同以往的演出。2010年主演富士電視台《流星》，是繼2001年《奉子成婚》之後，睽違9年再度接演月九黃金檔。2012年，為了貼近電影《太平洋的奇蹟》中大場榮大尉角色，不僅接受嚴格軍事訓練，還剪短頭髮20公分及短期內減重5公斤。竹野內豐以該片獲第54屆日本藍絲帶獎「最佳男主角獎」，並於隔年擔任頒獎典禮主持人。
2021年11月，向外界發出親筆聲明，表示自己在疫情期間重新思考人生，打算從50歲開始換個環境、展開新的方向，宣布於同年年底合約期滿後，離開自出道以來待了26年的研音經紀公司。

## 人物
- 成長於埼玉縣所澤市，畢業於埼玉縣所澤市立西富小學、所澤市立向陽中學、東京都私立豐南高校，高校在學期間已為雜誌模特兒。
- 血型O型，身高179公分。
- 高中時，母親和姊姊向雜誌社投遞履歷，因而以模特兒出道。
- 在電視劇《Tomorrow》播出前的宣傳訪談節目中表示，出道前想當演員，但苦無門路，因此選擇模特兒之途徑進入藝能界。
- 因演出電視劇《長假》裡狂放不羈的角色開始蓄鬍，此後，性格的鬍鬚便成為他的註冊商標。但為了配合不同的角色，也常有剃鬚演出的清爽扮相。
- 雖然也演過大剌剌、直接粗魯的不良教師，以及陽光活潑的花心男，但大部分角色都帶有個性鮮明卻沈默寡言的特質。這也跟竹野內本人相似，外型颯爽卻不活潑外放，屬於較安靜沈穩的性格，平日行事亦十分低調，除了宣傳戲劇或廣告代言之外，鮮少於媒體曝光。
- 2010年10月為了宣傳《流星》，於《SMAP×SMAP》的訪談單元透露飼養了一隻重達45公斤的格雷伊獵犬。
- 2013年11月28日受邀參與《徹子の部屋》，訪談中提及愛犬過世及思念最尊敬的前輩緒形拳不禁在節目中落淚不止。
- 2014年10月，竹野內和女演員倉科加奈被週刊拍攝到兩人多次進出對方住處，其後雙方經紀公司向媒體承認交往關係。竹野內經紀公司聲明稿表示兩人因合作《再一次對你求婚》相戀[2][3]。2018年11月，週刊報導兩人在7月已分手，此消息獲得雙方經紀公司承認[4]。
- 多次在ORICON NEWS每年舉辦的「日本男性最想擁有的臉孔」票選中獲得冠軍，2024年連續五年奪得第一名後，正式進入殿堂[5]，亦常被媒體譽為「日本最後的黃金單身漢」，人氣不墜[6]。

## 作品
- 註：以下角色名稱粗體字表示「主演」

### 電視劇
- 初出茅廬（日语：ボクの就職）（1994年4月10日－6月26日，TBS）飾演　佐佐木三四郎
- 東京大學物語（日语：東京大学物語）（1994年10月10日－12月19日，朝日電視台）飾演　朝倉晃一
- 白色之戀(星星的金幣)（NTV日本電視台）飾演　永井拓巳
  - 白色之戀(星星的金幣)（1995年4月12日－7月12日）
  - 續・白色之戀2(星星的金幣2)（1996年10月9日－12月25日）
- 戀愛夢想家（日语：まだ恋は始まらない）（1995年10月16日－12月18日，富士電視台）飾演　永井聰
- 悠長假期（1996年4月15日－6月24日，富士電視台）飾演　葉山真二
- 理想的結婚（日语：理想の結婚 (テレビドラマ)）（1997年1月17日－3月21日，TBS）飾演　大瀧勉
- 海灘男孩（富士電視台）飾演　鈴木海都
  - 海灘男孩（1997年7月7日－9月22日）
  - 海灘男孩 特別篇（1998年1月3日）
- 網路情人（1998年4月14日－6月30日，富士電視台）飾演　長谷川天
- 世紀末之詩（日语：世紀末の詩）（1998年10月14日－12月23日，NTV）飾演　野亞垣
- 冰的世界（1999年10月11日－12月20日，富士電視台）飾演　廣川英器
- 真夏的聖誕節（日语：真夏のメリークリスマス）（2000年10月13日－12月15日，TBS）飾演　樹下涼
- 奉子成婚（2001年7月2日，9月10日，富士電視台）飾演　平尾隆之介
- NHK大河劇（NHK綜合）
  - 利家與松（2002年1月6日－12月15日）飾演　佐脇良之
  - 韋駄天～東京奧運故事～（2019年1月6日－12月15日）飾演　大森兵藏（日语：大森兵蔵）
- 心理醫生恭介（日语：サイコドクター）（2002年10月9日－12月18日，NTV）飾演　楷恭介
- TIME LIMIT（日语：タイムリミット (テレビドラマ)）（2003年6月25日，TBS）飾演　水沢剛
- 熱血校園（日语：ヤンキー母校に帰る）（2003年10月10日－12月12日，TBS）飾演　吉森真也
- 流轉的王妃（2003年11月29日－30日，朝日電視台）飾演　愛新覺羅溥傑
- 離婚女律師（日语：離婚弁護士）（2004年4月15日，富士電視台）第一集客串　廣澤善之
- 人間的證明（2004年7月8日－9月9日，富士電視台）飾演　棟居弘一良
- 琉璃之島（2005年4月16日－6月18日，NTV）飾演　川島達也／高原信
- 輪舞曲（2006年1月15日－3月26日，TBS，與韓星崔志宇合演）飾演　金山琢己／西嶋翔
- 家族（日语：家族〜妻の不在・夫の存在〜）（2006年10月20日－12月8日，朝日電視台）飾演　上川亮平
- 明日驕陽（2008年7月6日－9月7日，TBS）飾演　森山航平
- BOSS（富士電視台）飾演　野立信次郎
  - BOSS 第1季（2009年4月16日－6月25日）
  - BOSS 第2季（2011年4月14日－6月30日）
- 不毛地帶（2009年10月15日－2010年3月11日 ，富士電視台）飾演　兵頭信一良
- 流星（2010年10月18日－12月20日，富士電視台）飾演　岡田健吾
- 再一次對你求婚（2012年4月20日－6月22日，TBS）飾演　宮本波留
- 奧運會的贖金（日语：オリンピックの身代金 (奥田英朗)） (2013年11月30日－12月1日,朝日電視台）飾演　落合昌夫
- 型男的時光之旅（關西電視台）飾演　枝分
  - 型男的時光之旅（2014年10月14日－12月16日）
  - 型男的時光之旅 特別篇（2016年4月5日）
- Good Partner 無敵律師（2016年4月21日－6月16日，朝日電視台）飾演　咲坂健人
- 為你而聲（日语：この声をきみに）（2017年9月8日－11月17日，NHK）飾演　穗波孝
- 午夜日誌 追查消失的綁匪！第七年的真相（日语：ミッドナイト・ジャーナル (本城雅人)）（2018年3月30日，東京電視台）飾演　関口豪太郎
- 繼母與女兒的藍調（TBS）飾演　宮本良一
  - 繼母與女兒的藍調（2018年7月10日－9月18日）
  - 繼母與女兒的藍調 2020年謹賀新年特別篇（2020年1月2日）飾演　宮本良一／岩城良治
  - 繼母與女兒的藍調 2022年謹賀新年特別篇（2022年1月2日）飾演　宮本良一／岩城良治
  - 繼母與女兒的藍調FINAL 2024年謹賀新年特別篇（2024年1月2日）飾演　宮本良一
- 鴉色刑事組（富士電視台）飾演　入間道雄
  - 鴉色刑事組（2021年4月5日－6月14日）
  - 鴉色刑事組〜井出伊織、愛的記錄〜（2023年1月9日－13日）
  - 鴉色刑事組 特別篇（2023年1月14日）
- 徬徨之刃（2021年5月15日－6月26日，WOWOW）飾演　長峰重樹
- 紅豆麵包（2025年，NHK）飾演　柳井寬

### 網路劇
- 繼母與女兒間的延音 良治篇（2020年1月3日，Paravi）飾演　岩城良治
- 核災日月（日语：THE DAYS）（2023年6月1日，Netflix）飾演　1・2號機值班經理

### 電影
- 冷靜與熱情之間（2001年11月10日，與港星陳慧琳合演）飾演　阿形順正
- 給明天的遺言（日语：明日への遺言）（2008年3月）聲音演出
- 記得那片天空（日语：あの空をおぼえてる）（2008年4月26日）飾演　深澤雅仁
- 徬徨之刃（2009年10月10日）飾演　織部孝史
- 太平洋的奇蹟－被稱為狐狸的男人－（2011年2月11日）飾演　大場榮 大尉
- 大木家的愉快旅行 新婚地獄篇（日语：大木家のたのしい旅行 新婚地獄篇）（2011年5月14日）飾演　大木信義
- 謝罪天王（謝罪の王様）（2013年9月28日）飾演　箕輪正臣
- （2014年2月8日）飾演　西野幸彥
- 盜愛之家（日语：At Home アットホーム）（2015年8月22日）飾演　森山和彦
- 人生的約定（日语：人生の約束）（2016年1月9日）飾演　中原祐馬
- 正宗哥吉拉（2016年7月29日）飾演　赤坂秀樹
- 她不知道那些鳥的名字（日语：彼女がその名を知らない鳥たち）（2017年10月28日）飾演　黒崎俊一
- 最後的食譜：麒麟之舌（日语：ラストレシピ〜麒麟の舌の記憶〜）（2017年11月3日）飾演　三宅太蔵
- 孤狼之血（日语：孤狼の血）（2018年5月12日）飾演　野崎康介
- 王牌辯士（日语：カツベン!）（2019年12月13日）飾演　木村忠義
- 新·超人力霸王（2022年5月13日）飾演 政府官員
- 鴉色刑事組 電影版（2023年1月13日）飾演 入間道雄
- 新·假面騎士（2023年3月18日）飾演 政府人員（立花）
- 名探偵麻里子最悲慘的一天（日语：探偵マリコの生涯で一番悲惨な日）（2023年6月30日）飾演　MASAYA
- 6個唱歌的女人（日语：唄う六人の女）（2023年10月27日）飾演　萱島
- 四月，她將到來（日语：四月になれば彼女は）（2024年3月22日上映）飾演　伊予田衛
- 雪風 YUKIKAZE（日语：雪風 YUKIKAZE）（2025年8月15日預定上映）飾演　寺澤一利[7][8]

### 特輯
- 地球創世傳奇 Mother・Planet～奇蹟之島・科隆群島 -生命遺產-（2008年3月17日、TBS）旁白
- 貼身採訪！300天實錄《太平洋的奇蹟》竹野內豐、塞班戰役的真相（2011年、NTV）
- NHK Special『終戰決定～為什麼我們不能更早做到～』（2012年、NHK）旁白
- 『赤裸的男人 竹野内豐篇』（2012年、NHK）

## 獎項
- 1989年 
  - Zassi Dokusho Model Audition 冠軍
- 1996年 
  - 第33回日本雜誌協會 Golden Arrow ゴールデンアロー賞 放送新人獎（《白色之戀》）
  - 第9回日劇學院賞 最佳男配角（《長假》）
  - 第11回日劇學院賞 最佳男配角（《白色之戀2》）
- 1998年 
  - 第17回日劇學院賞 最佳男主角（《網路情人》）
- 2002年 
  - 第25回日本電影金像獎 優秀男主角獎（《冷靜與熱情之間》）
- 2003年 
  - 第39回日劇學院賞 最佳男主角（《熱血校園（日语：ヤンキー母校に帰る）》）
  - 月間銀河賞 個人獎（《熱血校園（日语：ヤンキー母校に帰る）》）
  - 第41回銀河賞 年度個人獎（《TIME LIMIT（日语：タイムリミット (テレビドラマ)）》、《熱血校園（日语：ヤンキー母校に帰る）》、《流轉的王妃》）
- 2004年 
  - 第12回橋田賞 個人獎（《熱血校園（日语：ヤンキー母校に帰る）》、《流轉的王妃》）
- 2009年 
  - 第61回日劇學院賞 最佳男配角（《BOSS女王》）
- 2011年 
  - 第54回藍絲帶獎 最佳男主角（《太平洋的奇跡》）
- 2022年 
  - 京都國際電影節2022  三船敏郎賞（以日本代表演員三船敏郎命名，表彰在國際上發揮積極作用的日本演員）

## 外部連結
- 竹野內豐官方網站 （页面存档备份，存于）（2021年12月31日離社失效）